# Boñar
Boñar è un comune spagnolo di 2 429 abitanti situato nella comunità autonoma di Castiglia e León.